# پورلی، لندن
longitudeپورلی، لندنlatitudeپورلی، لندن
پورلی (به انگلیسی: Purley) یک ناحیه در لندن است که در منطقه کرویدون لندن واقع شده‌است.

## نگارخانه

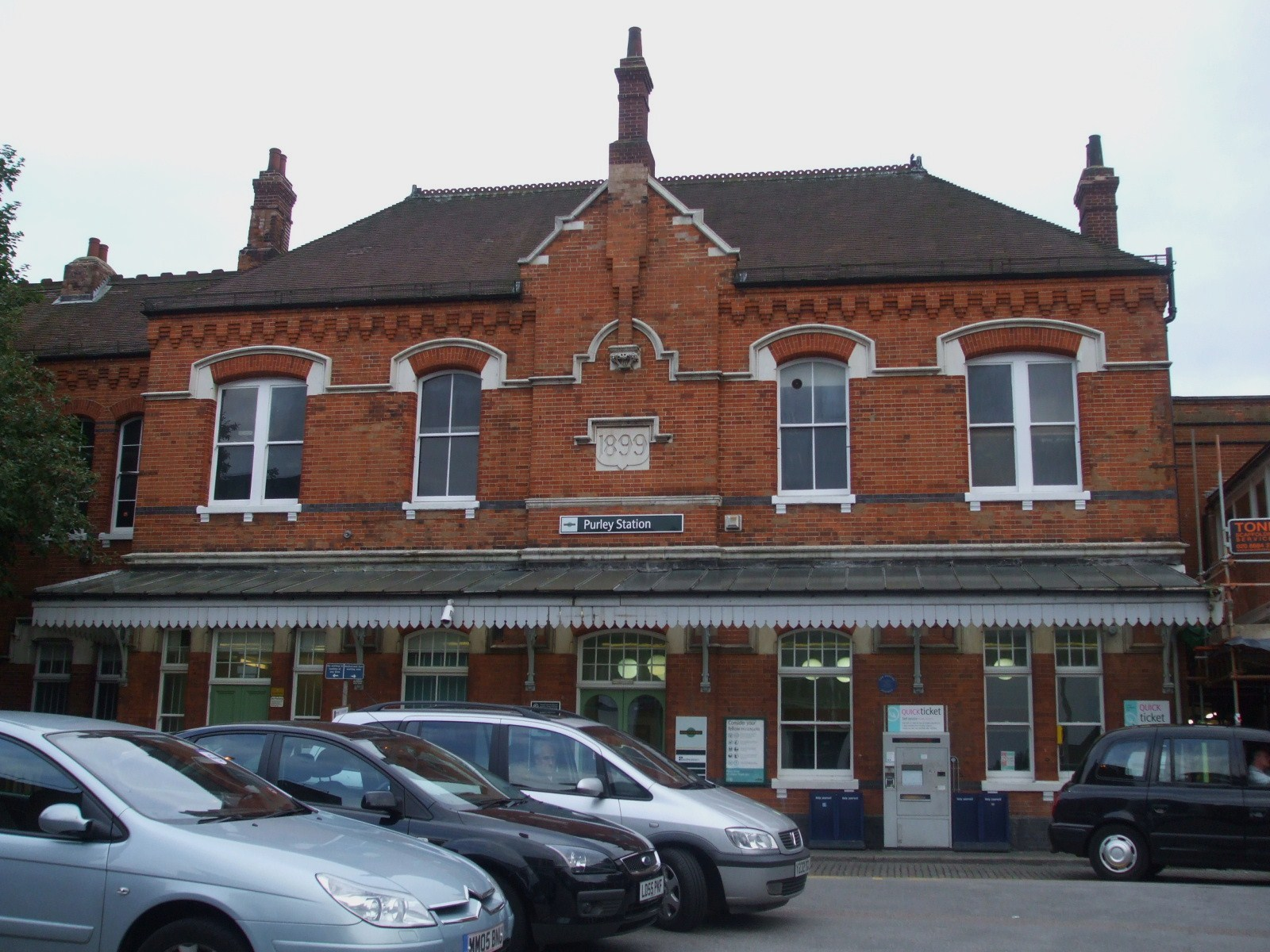
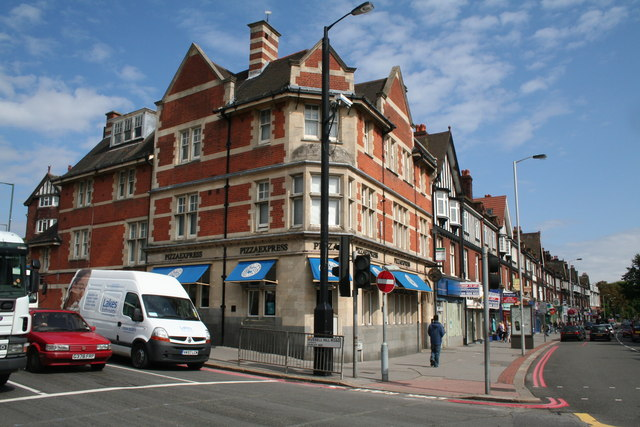
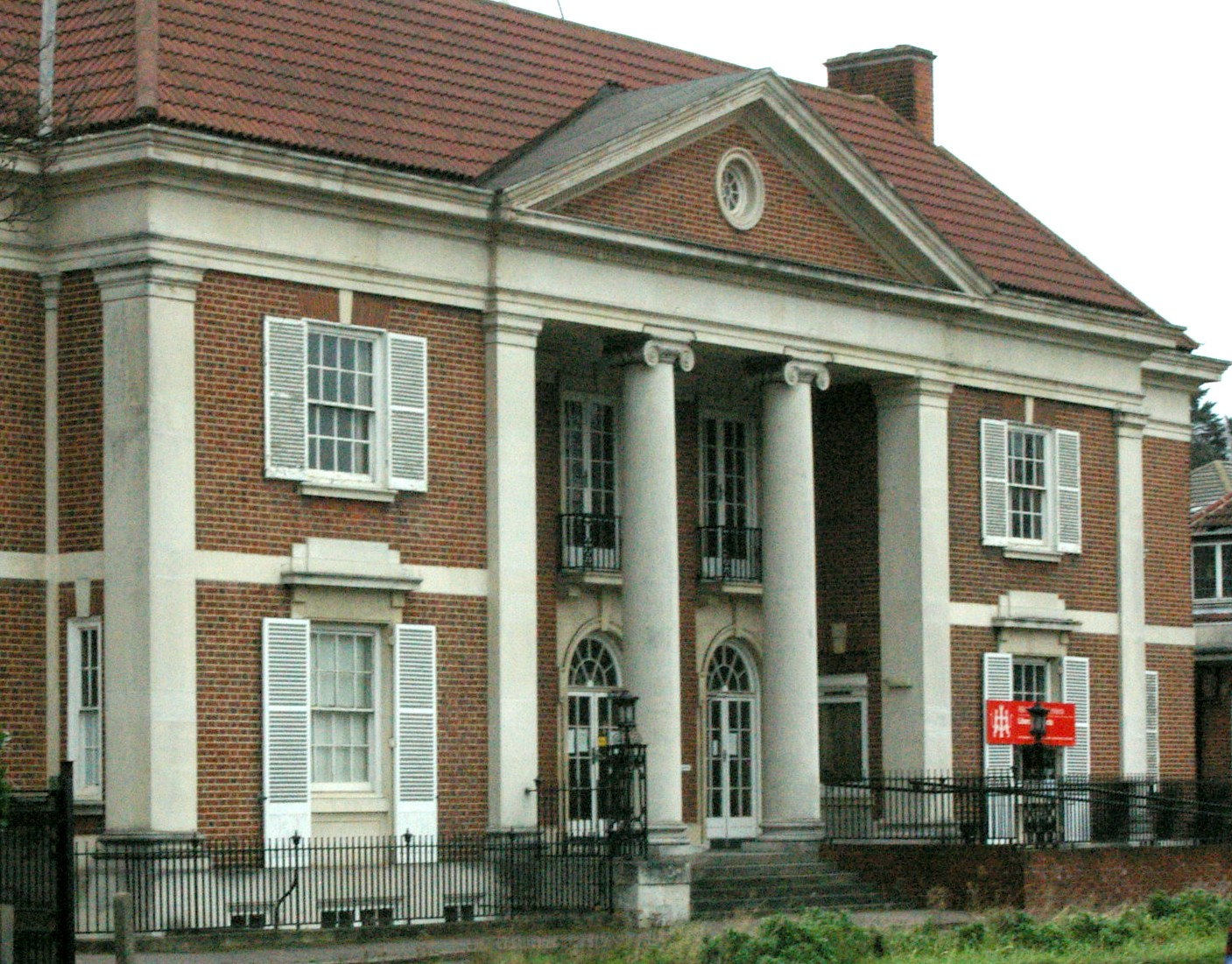